# Bitva u Loosu
Bitva u Loosu se odehrála od 25. září do 8. října 1915 v rámci bojů první světové války na západní frontě. K bitvě došlo v severní Francii v rámci britsko-francouzských útoků podél západní fronty. Ve stejné době se odehrávala také třetí bitva u Artois a druhá bitva v Champagne. Bitva u Loosu byla největší britskou ofenzívou v rámci roku 1915. Při pokusu o průlom v ní Britové poprvé použili bojový plyn, když proti německým pozicím na počátku bitvy vypustili 140 tun chloru. Plyn však zůstal především v zemi nikoho a dokonce jej vítr zanášel zpět do britských zákopů, takže jeho užití útok spíše zkomplikovalo. Nedostatečná dělostřelecká příprava navíc nedokázala narušit dobře připravené německé obranné pozice a britská pěchota proto postupovala jen za cenu obrovských ztrát. Přes částečný postup se Britům, kterým rychle docházeli zálohy i střelivo, nepodařilo prolomit frontové linie a i kvůli zhoršujícímu se počasí byla ofenzíva 8. října zastavena. Vrchní velitel Britského expedičního sboru John French byl kvůli porážce u Loosu zbaven velení a nahrazen Douglasem Haigem.